# Call tracking
Call tracking (Коллтрекінг, колтрекінг) — технологія відстеження дзвінків, яка дає можливість аналізувати ефективність рекламних джерел. Також технологію Call tracking можна назвати методом обліку офлайн-конверсій в інтернет-маркетингу. Ця технологія дозволяє зв'язати кількість вхідних дзвінків з ефективністю рекламного каналу. Вона надає додаткову інформацію про телефонні дзвінки, що дає можливість додатково оцінити наскільки цільовим був вхідний дзвінок і забезпечити ефективність використання бюджету на рекламу.

## Принцип роботи
Call tracking сьогодні є інструментом обліку телефонних дзвінків. Ця технологія використовується в маркетингу для визначення ефективності окремих рекламних каналів. Принцип роботи наступний: кожному окремому каналу реклами присвоюється індивідуальний номер для замовлення товарів чи послуг, і, коли клієнт телефонує в компанію, стає зрозуміло, з якого джерела реклами він дізнався про продукт чи компанію. 
Існує три види технології колтрекінгу:
- статичний,
- динамічний,
- комбінований.[1]

## Статичний Call Tracking
Статичний Call Tracking — це прив'язка одного номера телефону до одного рекламного джерела, яке автоматично відображається на сайті при переході з цієї реклами. Статичний Call Tracking підходить також і для оффлайн-джерел: білборди, реклама на радіо, телебаченні, sms-розсилки, листівки. Наприклад, для листівок в різних районах міста можна виділяти різні номери телефонів — таким чином можна зрозуміти, в якій частині знаходиться цільова аудиторія, або який дизайн і контент реклами приносить велику конверсію. В результаті вимірюється кількість дзвінків з кожного рекламного джерела. Вже через кілька тижнів після початку відстеження, стає зрозуміло, які майданчики є ефективними, а на яких не варто продовжувати розміщення реклами.

## Динамічний Call Tracking
Динамічний Call Tracking — це технологія підміни та показу певного номера кожному унікальному відвідувачеві сайту. Такий тип Call Tracking дозволяє відстежувати рекламне джерело з точністю до пошукової фрази, а контекстну рекламу — до конкретного оголошення. Суть технології полягає в тому, що відвідувачі, які одночасно знаходяться на сайті, бачать різні телефонні номери незалежно від джерела, яке привело їх на сайт. При здійсненні дзвінка телефонний номер співвідноситься з конкретною сесією, завдяки чому реєструються всі дані цієї сесії: джерело, пошукові фрази, пристрій, браузер та ін.

## Переваги
Основними перевагами технології Call Tracking є:
- Визначення не тільки джерел переходу на сайт, а й конкретної рекламної кампанії, оголошення та ключового слова.
- Детальна аналітика поведінки відвідувача до моменту здійснення дзвінка, включаючи мультиканальну послідовність.
- Визначення номера абонента клієнта.
- Гнучкі схеми переадресації дзвінків на різних менеджерів.
- Запис розмов з клієнтами.
- Функція Callback, щоб не втратити жодного клієнта.
- Інтеграція з зовнішніми вебдодатками і CRM.
- Робота сервісу через підключення SIP-номерів незалежно від географії.[2]

Для відстеження дзвінків використовуються VOIP або DID номери.

## Обмеження
Call Tracking має свої обмеження. Наприклад, необхідність використання окремих телефонних номерів для кожного рекламного каналу веде до «розмивання» основного телефонного номера (великі бізнеси, як правило використовують «красиві» телефонні номери, що складаються з повторюваних цифр).
У ситуації, коли 80 % і більше звернень клієнтів відбувається не по телефону, а через онлайн форми, як правило, можливостей веб аналітики досить для оцінки ефективності реклами і використання колтрекінгу є не обов'язковим.